# Astronautik
Der Begriff Astronautik (englisch astronautics) oder Kosmonautik (russisch космонавтика) umschließt die Fachgebiete jener Wissenschaften, die die Voraussetzung erfolgreicher Raumfahrt und der Erforschung der Hochatmosphäre sind.
Zu diesen Raumfahrtwissenschaften, Astronautical Sciences zählt vor allem die Technik der Raumfahrzeuge (Raumfahrttechnik, Astronautical engineering), insbesondere des Maschinenbaus und der Materialwissenschaften, sowie die Bahnbestimmung von Himmelskörpern und Teile der Astrophysik und Planetologie. Aus technischer Sicht befasst sich die Astronautik mit Konstruktion, Bau und Betrieb von Raketen und ihren Nutzlasten (Satelliten, Raumsonden und zugehörige Instrumente) und der Planung des Ablaufs der Raumfahrtmissionen. Sie kann auch als Überbegriff der Raketen- und Satellitentechnik verstanden werden. Bedeutender wissenschaftlicher Ableger ist aber beispielsweise auch die Raumfahrtmedizin, also die Untersuchung des Menschen unter den Bedingungen, die die Raumfahrt mit sich bringt.

## Begriffsprägung und Astronautische Föderation
„Astronautik“ setzt sich zusammen aus dem griechischen ἀστήρ astḗr, Stern, Gestirn, und ναυτική nautikḗ, Schifffahrtskunde. Am 26. Dezember 1927, bei einem gemeinsamen Dinner mit Robert Esnault-Pelterie und André Louis-Hirsch wurde der französische Begriff „astronautique“ von J.-H. Rosny aîné vorgeschlagen.
Die 1952 gegründete Internationale Astronautische Föderation (International Astronautical Federation, IAF) verstand sich damals als zukunftsträchtige, auf neue Technik gestützte Erweiterung der Aeronautik und der Astronomie. Ihre Mitglieder (zu Beginn aus etwa 15 Ländern, heute über 50) hatten aber auch die möglichen Nutzanwendungen für den Funkverkehr, die Geowissenschaften und die Navigation im Auge. Wenig später begann die Kooperation mit Teilbereichen der UNO und mit bald gegründeten astronautischen Organisationen wie COSPAR und Interkosmos.
Nur wenige Monate nach dem Start des ersten Erdsatelliten schreibt der deutsche Astronom und Hochschullehrer Karl Schütte im damals bahnbrechenden Taschenbuch Die Weltraumfahrt hat begonnen (Herder 1957) von der „Astronautik als internationaler Aufgabe“. Sie mache u. a. klar, dass die sich entwickelnde Technik der Raumfahrt wieder einmal das Wort „unmöglich“ Lügen strafe, aber auch eine Herausforderung für die friedliche Kooperation und für verantwortungsbewusste Moral darstelle – vor allem angesichts der Tatsache, dass der Großteil der Entwicklungen und der Raketenstarts aus militärischen Gründen erfolge.